# Planisphère de Caverio

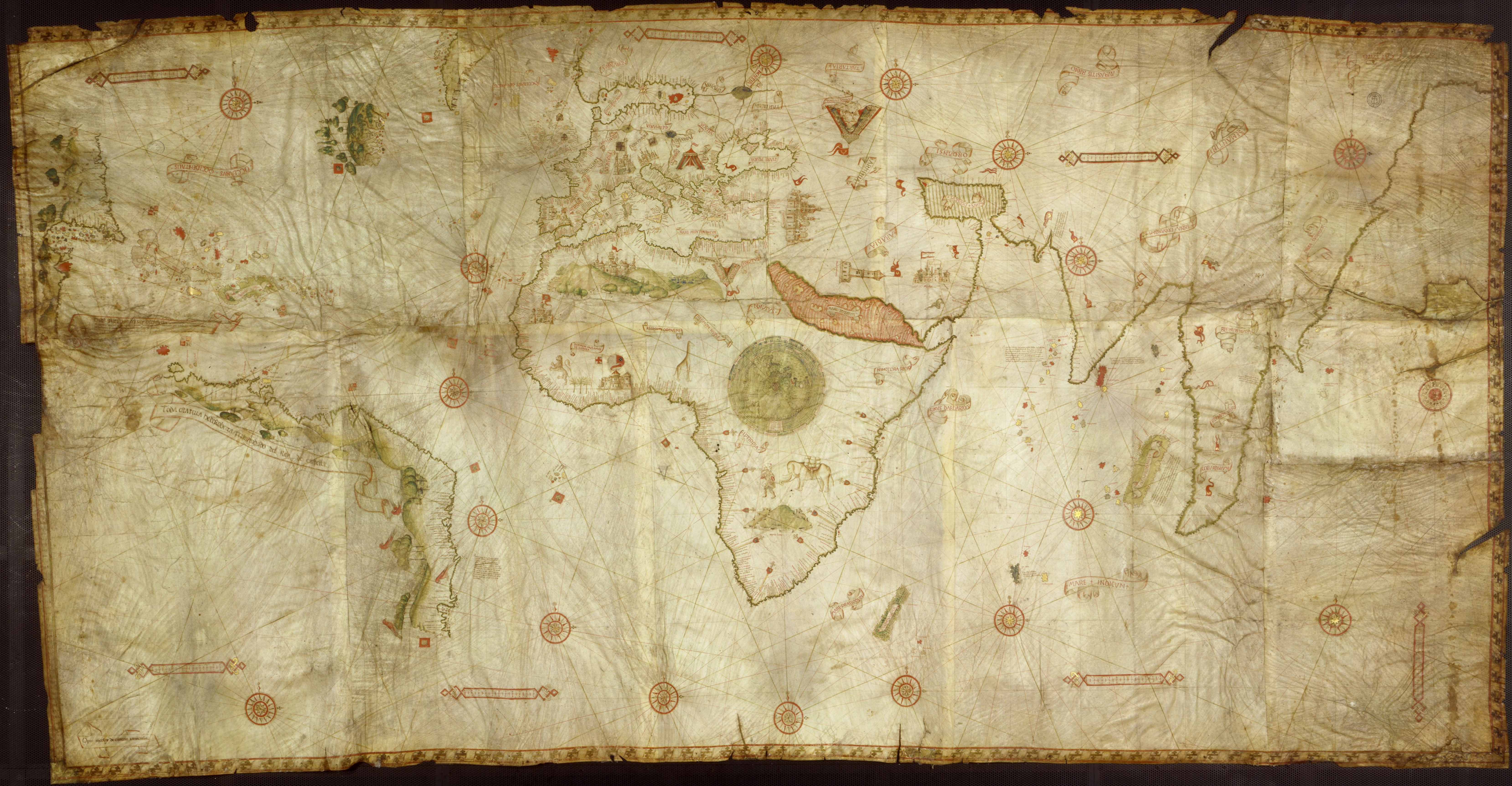
Planisphère de Caverio

Le planisphère de Caverio ou Caveri, dessiné vers 1504-1505 par le cartographe génois Nicolaus de Caverio ou Nicolo Caveri, représente le monde connu des Occidentaux en 1502-1504. Il se trouve au département des cartes et plans de la Bibliothèque nationale de France.

## Description
Le planisphère se compose de dix feuilles de vélin, enluminées et assemblées en une carte de 2,25 × 1,15 mètre. Il n'est pas daté, mais porte la signature : Opus Nicolay de Caveri Januensis. C'est un portulan, une carte maritime représentant des routes loxodromiques. Les latitudes sont clairement indiquées. Selon la tradition de l'époque, des drapeaux représentent la nationalité des différents territoires.
L'Amérique du Nord est représentée par trois ébauches distinctes : le Groenland, la côte est de Terre-Neuve (l'intérieur est indiqué par de grands arbres verts et la longitude est fausse, comme dans le planisphère de Cantino) et, beaucoup plus à l'est, la Floride et le Yucatán. Le Groenland est coupé par le bord supérieur de la carte, ce qui n'exclut pas la possibilité qu'il soit rattaché au continent nord-américain ou asiatique ; cette possibilité est explicitement éliminée dans le planisphère de Waldseemüller. Le Groenland et Terre-Neuve figurent avec un drapeau portugais.
Au sud-est de la Floride se trouvent les Antilles, avec la légende Las Antilhas del Rey de Castella, dont Hispaniola et Isabella (Cuba). À l'ouest se trouve un golfe contenant de nombreuses petites îles ; la côte descend ensuite pour former la péninsule du Yucatán, escamotant une grande partie du Mexique. Le Yucatán ne figure pas sur le planisphère de Cantino, ce qui indique que le planisphère de Caverio n'en est pas une simple adaptation.
D'après Sophius Ruge et Henry Harrisse, la côte de l'Amérique du Sud se base en grande partie sur les notes d'Amerigo Vespucci. Les noms sont principalement en portugais, certains en italien ou en espagnol. L'intérieur du Brésil est représenté avec des collines, des arbres verts, et de grands perroquets rouges, rappelant ceux du planisphère de Cantino.
La côte africaine est décrite avec précision (une girafe, un lion et un éléphant sont représentés à l'intérieur des terres) ; des légendes près de Calicut et Cochin décrivent le commerce avec ces ports indiens. Cependant, la mer Rouge est plus approximative que chez Cantino.

## Histoire
L'abondance d'inscriptions portugaises suggère que le planisphère lui-même a pu être dessiné au Portugal. La présence d'informations rapportées par Fernando de Noronha en 1504 indique quant à elle une réalisation probable en 1504-1505.
Le planisphère de Caverio est la principale source du planisphère de Waldseemüller, publié en 1507, ainsi que d'autres cartes dessinées pendant le premier quart du XVIe siècle. On retrouve la configuration incorrecte de la Floride, du Golfe du Mexique et du Yucatán dans ces cartes dérivées.
Le planisphère fait partie des anciennes collections du Service hydrographique de la Marine conservées à la Bibliothèque nationale de France.